# Richard Anthony Hewson
Richard Anthony Hewson (Stockton-on-Tees, 17 november 1943) is een Britse producent, arrangeur en musicus.

## Carrière
Hewson startte tijdens de jaren 1960 als arrangeur en werkte met sterren als James Taylor, Herbie Hancock, Supertramp, Diana Ross, Carly Simon, Art Garfunkel, Leo Sayer, Al Stewart, Chris de Burgh, Fleetwood Mac en Chris Rea. Naast zijn project The RAH Band (Richard Anthony Hewson Band) was hij tijdens de jaren 1980 als producent werkzaam voor Toyah Willcox, Five Star en Shakin' Stevens. Tegenwoordig schrijft Hewson muziek voor tv- en reclameprogramma's.

## The RAH Band
The RAH Band was een zuiver studioproject. In 1977 schreef Hewson het instrumentale nummer The Crunch, dat zich in augustus 1977 plaatste op de 6e plaats van de Britse hitlijst. In Duitsland werd het nummer vooral bekend als herkenningsmelodie van het populaire WDR-radioprogramma Schlagerralley. Een verder bekend nummer is Electric Fling (1978). In 1985 kwam de RAH Band opnieuw in de top 10 van de Britse hitlijst. De soulballade Clouds Across the Moon, die Hewson opnam met zijn echtgenote, bezette in april 1985 de 6e plaats in het Verenigd Koninkrijk, in Nederland de 5e plaats en in Australië de toppositie.

## NPO Radio 2 Top 2000
| Nummer met noteringen in de NPO Radio 2 Top 2000 | '99  | '00  | '01  | '02  |
| ------------------------------------------------ | ---- | ---- | ---- | ---- |
| Clouds across the moon                           | 1642 | 1705 | 1750 | 1513 |

1. ↑  Een vetgedrukt getal geeft de hoogste notering aan.
2. ↑  Deze tabel is bijgewerkt tot en met de laatste editie (2024).

- Biblioteca Nacional de España: XX970304
- Bibliothèque nationale de France: cb13798679h (data)
- Gemeinsame Normdatei: 134405382
- International Standard Name Identifier: 0000 0001 0862 2750
- Library of Congress Control Number: n92099394
- MusicBrainz: 152169ce-b0a2-45ba-9ac8-b3f72e000ee3
- Virtual International Authority File: 1670619
- WorldCat: E39PBJr3xPGDrWRcDT46HCvGpP